# 三兄弟同盟
三兄弟同盟（さんきょうだいどうめい、英語: Three Brotherhood Alliance; ビルマ語: ညီနောင်မဟာမိတ်သုံးဖွဲ့）あるいは兄弟同盟はアラカン軍、ミャンマー民族民主同盟軍、タアン民族解放軍により2019年6月に結成された同盟である。
この同盟は2021年ミャンマークーデター後の軍事政権への抵抗において、2023年以降重要な役割を果たすようになった。クーデター後はじめは沈黙を保っていたが、 2021年3月には軍事政権の反発を示す声明を出した。ミャンマー内戦においては、この同盟は主にラカイン州とシャン州北部で戦った。2023年10月27日、この同盟はシャン州北部などにおける軍事政権に対する大規模な攻勢、1027作戦を開始した。
日本語名称においては英語の訳し方の違いのため表記ゆれが見られ、alliance を連盟と訳して三兄弟連盟とする表記や、brotherhood を同胞と訳す表記が見られる。

## 背景
2016年、ラカイン州においてロヒンギャと、ミャンマー軍寄りの仏教徒過激派との緊張が高まり、ミャンマー政府はロヒンギャをミャンマーから追放するジェノサイドを行った。アラカン・ロヒンギャ救世軍による警察への攻撃の後、緊張は過熱した。
2010年代初期にカチン独立軍とともにミャンマー軍と戦っていたアラカン軍は紛争の再開を機にラカイン州での作戦を再開し、2018年には同州で複数回軍に対して攻撃を行った。
タアン民族解放軍は、2021年のクーデター以前はシャン州北部で幾度か小規模な作戦を行っていた。2009年に創設され、他の反政府組織の大半より歴史が浅いにもかかわらず、タアン族から支持を集めた他、カチン独立軍やワ州連合軍からの軍事的支援を受けた。クーデター以前は、タアン民族解放軍はシャン州軍 (南)とシャン州北部の支配をめぐりしばしば衝突した。
ミャンマー民族民主同盟軍はミャンマー北部のコーカン族を代表する武装組織である。クーデター以前はタアン民族解放軍とミャンマー軍の小規模な衝突に加わっていたが、最終的に2019年には軍との停戦を結んだ。
北部同盟は4つの武装組織（現在の三兄弟同盟の構成組織およびカチン独立軍）により和平交渉に参加するために設立された同盟である。2017年4月には、北部同盟は他の3つの組織（ワ州連合軍、シャン州東部民族民主同盟軍、シャン州軍（北））と合同で連邦政治交渉協議委員会（英語: Federal Political Negotiation and Consultative Committee: FPNCC）を設立した。

## 結成
三兄弟同盟は、アラカン軍により、2019年6月に設立された。当時ラカイン州ではアラカン軍とミャンマー軍が激しく衝突し、シャン州ではミャンマー民族民主同盟軍とタアン民族解放軍が軍に対し攻勢をかけていた。 FPNCCの一員として軍との和平交渉に参加していたカチン独立軍は、この同盟に加わらなかった。 この同盟による初の攻撃はシャン州とマンダレー地方域でなされた。この攻勢は2019年9月上旬に停止し、三兄弟同盟はチャイントンでミャンマー政府と和平交渉を行うという声明を出した。 後の和平交渉は2019年10月8日までの一か月間の停戦につながった。
この停戦はミャンマー民族民主同盟軍のさらなる活動の停止につながったが、2020年の同同盟による停戦の延長にもかかわらずラカイン州ではアラカン軍とミャンマー軍の間で戦闘が続いた。
チャイントン停戦協定は2020年3月まで続いた。それにもかかわらず、ミャンマー軍は同月23日、アラカン軍をテロリスト団体として指定した。 アラカン軍は、ミャンマー軍に対し停戦を遵守するよう求める声明を出した。 停戦への努力は続き、2020年7月には三兄弟同盟はミャンマー政府の和平交渉に参加する意欲を見せた。 ミャンマー軍とアラカン軍は同年11月に停戦に署名し、アラカン軍はラカイン州の多くの地域で支配を固め、行政機関の樹立や公共サービスの提供などを行い事実上の国家として振る舞い始めた。

## クーデター後の行動
三兄弟同盟は、2021年2月のクーデター直後には軍事政権に対する戦争の宣言を出さなかった。このため、軍事政権は支持を得るため同同盟との交渉を優先した。3月初旬には、他の組織が軍事政権に対し攻勢をかける中、支持を得るためアラカン軍のテロリスト団体指定を解除した。一方、アラカン軍報道官Khine Tha Khaheはミャンマー軍の行動を「非常に残酷で受け入れ難い」と嘆いた。 タアン民族解放軍とミャンマー民族民主同盟軍もクーデター直後には軍との衝突を行わなかった。軍事政権はシャン州北部の軍隊をミャンマー南東部での反乱の鎮圧のため再配備し、これらの組織、特にタアン民族解放軍はシャン州北部で事実上の支配を強化した。
同年3月29日、同同盟はFacebookで軍事政権との対抗の意思を示す声明を出した。 この声明は、同盟に参加するすべての組織にとり軍事政権に対する初の行動だった。 この声明において、同同盟は "一方的な停戦を評価しなおす"と主張した。 4月10日のNaungmon市での警察基地に対しての攻撃では14人が殺害され、停戦が崩壊した。一時間後には同盟の兵士は撤退しており、軍は基地を奪還した。
それから2021年の終わりまでは、軍事政権と同同盟の間の衝突は比較的少なかった。ミャンマー民族民主同盟軍とタアン民族解放軍はこの間、自組織の兵士の他、密かにマンダレーの人民防衛隊を訓練した。。また、同同盟はタントランの戦いでの軍の市民に対する行動を非難する声明を出した。 ラカイン州では、数年間で初めての平和な期間を使いラカイン州での支配を広げ、8月には同州の3分の2を支配したと宣言した。
2021年後半には、ミャンマー民族民主同盟軍がEi Nie村を攻撃した後コーカン地域での衝突が発生した。7月から始まった衝突は激化し、同組織は11月だけで126回の軍との衝突を確認した。 その時点では、同団体は火力と能力を高め続けていた。
12月には、同団体により支配されていた国境の都市Namphanに、軍は500人前後の空挺兵を送り込んだ。100人超の軍兵士が死亡し、残りは逃亡した。この強襲はクーデター以来初の三兄弟同盟に対する大規模な攻撃で、同団体はＮamphanの事実上の支配を固めた。 タアン民族解放軍の書記官Tar Bone Kyawは、 この強襲は同同盟の軍事政権に対する敵対的な立場を強化したと述べた。
2022年2月にはラカイン州のマウンドー郡区で小規模な戦いがあり、軍事政権によるアラカン軍関係者などへの弾圧につながった。アラカン軍は対応として和平交渉への参加を拒絶した。 同年7月にはカレン民族同盟の支配地域にあるアラカン軍基地が空爆され、6名が死亡した。アラカン軍はマウンドーで軍に対する襲撃を行うことで応じ、4人の兵士を殺害した。 8月から11月を通じて戦闘は激化し、ラカイン州の9郡区で100の戦闘が確認された。 36もの軍基地が破壊され、そのうち31はマウンドー郡区北部にあった。ミャンマー軍は11月に反転攻勢を始めたが、民間人への大きな被害が出た。停戦は同月26日に結ばれた。
一方、ミャンマー民族民主同盟軍とタアン民族解放軍は2022年の平和な期間を支配を固め、武器を集めることに費やした。タアン民族解放軍は大規模な攻撃は行わなかったが、勢力誇示のため小規模な強襲は行っていた。
2023年、三兄弟同盟は軍事政権の行おうとしている選挙を不正なものとして非難した。軍事面では、同同盟はカレンニー諸民族防衛軍など他の軍事組織への協力を強化し始めた。5月同年タアン民族解放軍は軍の支配するラーショーに妨害なしに入り、志願者を集めた。

## 1027作戦
2023年10月27日、三兄弟同盟は1027作戦と名付けられた大規模な攻勢をシャン州北部で行った。。 この作戦は、カチン独立軍の本部ライザに向かう国軍の攻勢が同月前半に失敗に終わったのちに行われた。この攻撃の失敗後、国軍は空爆を行い、29人(大半が子供)が死亡した。1027作戦では、同同盟はチンシュエホーを確保し、シャン州北部の山地にある数十の国軍基地を破壊した。クーデター以後初めて、ラーショー、センウィー、クッカイの街でも大規模な戦闘が見られた。この作戦はマンダレーの国民防衛隊やカレンニー民族人民解放戦線、人民解放軍 (ミャンマー)、国民統一政府などからの賞賛と支持を集めた。